# グスタフ・ライヒャルト
ハインリヒ・ヴィルヘルム・ルートヴィヒ・グスタフ・ライヒャルト（Heinrich Wilhelm Ludwig Gustav Reichardt, *1797年11月13日 シュマルゾウ - †1884年10月18日 ベルリン）は、19世紀ドイツの音楽教育者・声楽家・作曲家。

## 略歴
多角的な教育を受けた地方司祭のゲオルク・グスタフ・ツァハリアス・ライヒャルト（1766年‐1852年）から、5歳で最初の音楽教育を受ける。9歳になると早くもヴァイオリンやピアノを演奏した。1809年から1811年までノイステルリッツで音楽教育を受け、同地の楽団でヴァイオリンを弾いた。1811年よりギムナジウムに進学し、引き続きグライフスヴァルト大学で神学を修めた。1818年にベルリン高等学校に転学するが、1819年には音楽を学ぶことを決心し、ベルンハルト・クラインに入門して音楽理論と作曲法を学んだ。1819年から1832年までベルリン合唱協会に入会中に、適切に鍛えられたバスの声によって、自ら設立に関わったベルリン男声合唱団が注目を集めた。グスタフ・ライヒャルトは芸術サークルにおいて、国王フリードリヒ・ヴィルヘルム3世の家族にも接触する機会を得た。人気の声楽教師として、後のドイツ皇帝フリードリヒ3世をも指導している。1850年にはプロイセン王国宮廷楽長に任命され、1858年には、フリードリヒ3世の婚礼のために祝祭カンタータを作曲した。
自宅には、フェリックス・メンデルスゾーンのような芸術家や、音楽愛好家が定期的に訪れた。1825年に、エルンスト・モーリツ・アルントの詩『ドイツ人の祖国とは何ぞ“ドイツ語:  Was ist des Deutschen Vaterland?”』に曲付けすると、たちまちプロイセン時代のベルリンの街の外にも広まり、ドイツ統一運動の賛歌となった。グスタフ・ライヒャルトの作品は、声楽曲が、とりわけ男声合唱のための楽曲が、圧倒的に多い。1871年に作品36番として、最後の作品となった、ミュラー・フォン・デア・ヴェッラの詩によるドイツ賛歌を出版した。